# Still Falling for You
«Still Falling for You» (с англ. — «Всё ещё влюбляюсь в тебя») — песня, записанная английской певицей Элли Голдинг для саундтрека к фильму «Бриджит Джонс 3» (2016). Она была выпущена в качестве сингла 19 августа 2016 года.

## Композиция
Песня написана в тональности ре мажор с общим темпом 96 ударов в минуту. Вокал Голдинг в песне варьируется от A♭3 до F5.

## Коммерческий успех
В 2021 году песня стала популярным трендом TikTok. После роста популярности она вновь вошла в различные чарты iTunes и Spotify по всему миру. В октябре песня стала 2-й самой прослушиваемой песней Голдинг на Spotify.

## Видеоклип
Музыкальное видео на песню было снято режиссёром Эмилем Навой, премьера состоялась 25 августа 2016 года. На видео Элли Голдинг пела песню за проектором. Проектор показывал сцены из фильма «Бриджит Джонс 3» и абстрактные, красочные и другие узоры с включением птиц в качестве проецируемого фона. В промежутках между видео также были сделаны вырезки, показывающие сцены из фильма.

## Трек-лист
| №  | Название                | Длительность |
| -- | ----------------------- | ------------ |
| 1. | «Still Falling for You» | 4:00         |

| №  | Название                                   | Длительность |
| -- | ------------------------------------------ | ------------ |
| 1. | «Still Falling for You» (Jonas Blue Remix) | 3:08         |

| №  | Название                                | Длительность |
| -- | --------------------------------------- | ------------ |
| 1. | «Still Falling for You» (Laibert Remix) | 3:23         |

| №  | Название                       | Длительность |
| -- | ------------------------------ | ------------ |
| 1. | «Still Falling for You» (Live) | 4:01         |

## Чарты
| Чарт(2016–2017)                        | Высшая позиция |
| -------------------------------------- | -------------- |
| Австралия (ARIA)                       | 21             |
| Австрия (Ö3 Austria Top 40)            | 17             |
| Бельгия/Фландрия (Ultratop 50)         | 16             |
| Бельгия/Валлония (Ultratop 50)         | 27             |
| Канада (Billboard Canadian Hot 100)    | 62             |
| Канада (Billboard Hot AC)              | 49             |
| СНГ (TopHit)                           | 119            |
| Чехия (Rádio — Top 100)                | 6              |
| Чехия (Singles Digitál Top 100)        | 10             |
| Франция (SNEP)                         | 23             |
| Германия (GfK)                         | 33             |
| Венгрия (Rádiós Top 40)                | 4              |
| Венгрия (Single Top 40)                | 3              |
| Ирландия (IRMA)                        | 20             |
| Italy (FIMI)                           | 57             |
| Нидерланды (Dutch Top 40)              | 19             |
| Нидерланды (Single Top 100)            | 33             |
| Новая Зеландия (Recorded Music NZ)     | 20             |
| Норвегия (VG-lista)                    | 35             |
| Польша (Polish Airplay Top 100)        | 5              |
| Португалия (AFP)                       | 68             |
| Шотландия (OCC Scotland)               | 4              |
| Словакия (Rádio — Top 100)             | 6              |
| Словакия (Singles Digitál Top 100)     | 16             |
| Slovenia (SloTop50)                    | 10             |
| Испания (PROMUSICAE)                   | 82             |
| Швеция (Sverigetopplistan)             | 50             |
| Швейцария (Schweizer Hitparade)        | 10             |
| Великобритания (OCC UK Singles)        | 11             |
| США (Billboard Bubbling Under Hot 100) | 3              |
| США (Billboard Adult Pop Airplay)      | 25             |
| США (Billboard Pop Airplay)            | 39             |

| Чарт(2016)                 | Позиция |
| -------------------------- | ------- |
| Hungary (Single Top 40)    | 37      |
| Netherlands (Dutch Top 40) | 91      |
| UK Singles (OCC)           | 98      |

## Сертификации
| Регион                                                                      | Сертификация | Продажи |
| --------------------------------------------------------------------------- | ------------ | ------- |
| Австралия (ARIA)                                                            | Золотой      | 35 000  |
| Дания (IFPI Danmark)                                                        | Золотой      | 45 000  |
| Германия (BVMI)                                                             | Золотой      | 200 000 |
| Италия (FIMI)                                                               | Золотой      | 25 000  |
| Великобритания (BPI)                                                        | Платиновый   | 600 000 |
| США (RIAA)                                                                  | Золотой      | 500 000 |
| Данные о продажах + прослушиваниях приведены только на основе сертификации. |              |         |